# Sveriges värsta bilförare 2012
Sveriges värsta bilförare 2012 var den femte säsongen av Sveriges värsta bilförare, som sändes på TV4 mellan den 19 januari och 29 mars 2012. Juryn blev för tredje säsongen i rad: Patrik "Budda" Andersson och Jeanette Jedbäck Hindenburg. Programmet gick ut på, likt de tidigare säsongerna, att ett antal svenska bilförare, som inte kan köra bil bra, tävlade om att inte koras till den värsta av de värsta. I finalen korades Maria Andersson till Sveriges värsta bilförare.
Under sommaren 2011 sökte TV4 deltagare till programmet, och därefter spelades programmen in under hösten samma år.
Då Adam Alsing, som varit programmets ledare sedan 2009, lämnade TV4 under 2011 för att bli programledare i TV3, valde TV4 att låta Hans Fahlén ta över som ny programledare.
I denna säsong fick det bilförarpar som utsågs till Veckans värsta bilförare varsin gul t-shirt, som representerade att de var ett steg närmre att bli Sveriges värsta bilförare 2012. Den som sedermera korades till den värsta fick behålla den t-shirten.

## Jury
Juryn i denna säsong bestod av:
- Patrik Andersson, före detta racerförare, numera testförare och professionell kommentator inom motorsport.
- Jeanette Jedbäck Hindenburg, trafikpedagog och ordförande för Sveriges Trafikskolors Riksförbund Stockholm. Driver dessutom Stockholms Trafiklärarutbildning.

I det tionde och sista programmet gjorde Ramona Karlsson ett inhopp som gästdomare under en övning.

## Deltagare
Namnen i liten text var förarnas respektive co-driver:
- Joseph Haenflein, 37 år från Hunnebostrand, med Jörgen Norberg, 53 år från Brastad.
- Kinna Karlsson, 32 år från Motala, med Lea Surakka, 52 år från Stad.
- Lena Andersson, 41 år från Falun, med Jonas Andersson, 36 år från Falun.
- Linus Konradsson, 25 år från Falkenberg, med Per-Robin Nilsen, 22 år från Falkenberg.
- Maria Andreasson, 29 år från Göteborg, med Frida Fager, 29 år från Göteborg.
- Sandy Palmé, 25 år från Arlöv, med Erik Roth, 28 år från Arlöv.
- Tiina Vallius, 28 år från Upplands Väsby, med Sandra Nordengren, 25 år från Upplands Väsby.
- Tomas Lundin, 20 år från Kramfors, med Karin Lundin, 25 år från Kramfors.

## Resultat
Titlar i kursiv text innebär ej officiell titel.
| Nr | Sändningsdatum   | Uppgifter | Värsta Bilföraren                | Bästa Bilföraren                         | Priser |
| -- | ---------------- | --- | -------------------------------- | ---------------------------------------- | --- |
| 1  | 19 januari 2012  | Precisionsövning Fickparkering | Maria                            | Tomas                                    | - Varsin "Värsta" t-shirt (Maria & Frida) (Tomas fick inte lämna programmet)                                                                                  |
| 2  | 26 januari 2012  | Trötthetsövning Vippbrädan Backövning | Linus                            | Tomas (fick lämna programmet med ny bil) | - Varsin "Värsta" t-shirt (Linus & Per-Robin) - (Maria & Frida fick lämna tillbaka sina t-shirts) - En ny bil (Tomas & Karin)                                 |
| 3  | 2 februari 2012  | Återvändsgränd Sjösättning Döda vinkeln | Linus                            | Lena                                     | - Varsin "Värsta" t-shirt (Linus & Per-Robin) (Linus & Per-Robin fick behålla sina t-shirts) - En TV (Lena). (Lena fick inte lämna programmet)                |
| 4  | 9 februari 2012  | Bogsering Parkeringsplats Nödbroms | Tiina                            | Joseph                                   | - Varsin "Värsta" t-shirt (Tiina & Sandra) (Linus & Per-Robin fick lämna tillbaka sina t-shirts) - En moped (Joseph)                                          |
| 5  | 16 februari 2012 | Vattentanken Offroad Simultanförmåga | Lena                             | Linus, Kinna & Sandy                     | - Varsin "Värsta" t-shirt (Lena & Jonas) (Tiina & Sandra fick lämna tillbaka sina t-shirts) - Varsin GPS (Linus, Kinna & Sandy) (Ingen fick lämna programmet) |
| 6  | 1 mars 2012      | Fylleglasögon Möte på smal väg Bilmekaniker                                                                                                  | Sandy (& Erik)                   | Kinna                                    | - Varsin "Värsta" t-shirt (Sandy & Erik) (Lena & Jonas fick lämna tillbaka sina t-shirts) - Två cyklar (Kinna & Lea)                                          |
| 7  | 8 mars 2012      | Tillitsövning Folkrace Dålig sikt | Linus                            | Ingen                                    | - Varsin "Värsta" t-shirt (Linus & Per-Robin) (Sandy & Erik fick lämna tillbaka sina t-shirts) - Två leksaksbilar samt en liten "Värsta" t-shirt (Linus)      |
| 8  | 15 mars 2012     | Avsökning Undanmanöver Budbil | Linus                            | Sandy                                    | - Varsin "Värsta" t-shirt (Linus & Per-Robin) (Linus & Per-Robin fick behålla sina t-shirts) - En snöslunga (Sandy & Erik)                                    |
| 9  | 22 mars 2012     | Repris av tidigare övningar (dock med en twist): Precisionsövning (med arg man) Fickparkering (med elektricitet) Backövning (med vattentank) | Lena, Linus, Maria, Tiina        | Ingen                                    | - Varsin "Värsta" t-shirt (Samtliga förare och co-drivers) (Linus & Per-Robin fick behålla sina t-shirts)                                                     |
| 10 | 29 mars 2012     | Teoriprov Halkbana Uppkörning | Fjärde plats: Lena               | Fjärde plats: Lena                       | - En gräsklippare |
| 10 | 29 mars 2012     | Teoriprov Halkbana Uppkörning | Tredje plats: Tiina              | Tredje plats: Tiina                      | ? |
| 10 | 29 mars 2012     | Teoriprov Halkbana Uppkörning | Andra plats: Linus               | Andra plats: Linus                       | - En högtryckstvätt |
| 10 | 29 mars 2012     | Teoriprov Halkbana Uppkörning | Sveriges värsta bilförare: Maria | Sveriges värsta bilförare: Maria         | - Ett antal körlektioner samt den gula t-shirten (fick inte tillbaka sitt körkort direkt)                                                                     |

| Maria Andreasson | Värsta | Inne   | Inne   | Inne   | Inne   | Inne   | Inne    | Inne   | Värsta | SVB    |  |  |
| Linus Konradsson | Inne   | Värsta | Värsta | Inne   | Bästa  | Inne   | Värsta1 | Värsta | Värsta | Andra  |  |  |
| Tiina Vallius    | Inne   | Inne   | Inne   | Värsta | Inne   | Inne   | Inne    | Inne   | Värsta | Tredje |  |  |
| Lena Andersson   | Inne   | Inne   | Bästa  | Inne   | Värsta | Inne   | Inne    | Inne   | Värsta | Fjärde |  |  |
| Sandy Palmé      | Inne   | Inne   | Inne   | Inne   | Bästa  | Värsta | Inne    | Bästa  |        |        |  |  |
| Kinna Karlsson   | Inne   | Inne   | Inne   | Inne   | Bästa  | Bästa  |         |        |        |        |  |  |
| Joseph Haenflein | Inne   | Inne   | Inne   | Bästa  |        |        |         |        |        |        |  |  |
| Tomas Lundin     | Bästa  | Bästa  |        |        |        |        |         |        |        |        |  |  |

1Linus blev utsedd till den bästa men sedan till den sämste den veckan.
     Bästa - Denna deltagare blev Veckans bästa bilförare och fick lämna programmet.
     Bästa - Denna deltagare blev Veckans bästa bilförare men blev kvar i programmet.
     Inne - Denna deltagare fick stanna kvar i programmet.
     Värsta - Denna deltagare blev Veckans värsta bilförare.
     Lämnade - Denna deltagare hoppade av tävlingen.
     SVB - Denna deltagare blev korad till Sveriges värsta bilförare.
     Andra - Denna deltagare slutade på andra plats.
     Tredje - Denna deltagare slutade på tredje plats.

## Avsnitten
Titlar i kursiv text innebär ej officiell titel.

### Avsnitt 1
- Precisionsövning

Förarna skulle köra en kurvig bana genom olika hinder där det gällde att hålla koll på var man hade bilen. Moment som ingick var bland andra sicksackkörning, mörkerkörning, ta sig över en ramp som hade en bom och ta sig över en ytterligare ramp.
- Fickparkering

Förarna skulle köra uppför en backe och fickparkera mellan två bilar som stod trångt. När föraren fått fickparkeringen godkänd skulle föraren köra ut från parkeringen, köra uppför backen, runda en tunna och sedan köra ned på motsatt sida och fickparkera en gång till. När den blivit godkänd var övningen över.

### Avsnitt 2
- Trötthetsövning

Förarna och co-drivers fick sovförbud över natten för att morgonen därpå testa deras reaktionsförmåga vid trötthet. Förarna skulle på morgonen sedan köra en hinderbana där man prövade förarnas (och co-drivers) reaktionsförmågor.
- Vippbrädan

Förarna skulle köra upp sin bil på en stor gungbräda och sedan få gungbrädan att stå rakt i luften utan att falla i marken i minst tio sekunder. Om bilen föll ned tidigare än så blev man inte godkänd.
- Backövning

Istället för att köra framåt skulle förarna testas i att backa genom en hinderbana och försöka att inte välta eller förstöra några hinder.

### Avsnitt 3
- Återvändsgränd

Förarna skulle köra in bilen i en smal återvändsgränd och därefter försöka svänga bilen så att man skulle kunna köra ut bilen igen. Varje förare fick tio försök på sig innan produktionsteamet satte igång ett elsystem som gjorde att co-drivern fick fler och fler (och starkare) stötar för ju fler backar föraren gjorde. Kinnas mamma Lea och Josephs kompis Jörgen var dock tvungna av hälsoskäl att avstå elstötssystemet, vilket gjorde att förarna i dessa fall fick ha det istället.
- Sjösättning

Förarens uppgift var att backa ett släp med båten Jane1 i sjön. Först skulle föraren backa bilen och sätta på släpet. Därefter skulle släpet backas ned i sjön.
- Döda vinkeln

Förarens uppgift var att köra en raksträcka och komma upp i 70 km/h. Vid ett visst läge skulle föraren kolla på en skylt som satt i döda vinkeln för att välja mellan två vägar att fortsätta färden på. Föraren kunde inte se vilken väg som var rätt, eftersom en kuliss stod för valen. Samma procedur upprepades två gånger. Föraren Maria valde att avstå övningen.

### Avsnitt 4
- Bogsering

Föraren skulle bogsera sin co-drivers bil genom en hinderbana. Det var föraren som körde bilarna men co-drivern påverkade körningen genom att bromsa och styra sin trasiga bil.
- Parkeringsplats

Föraren skulle backa ut sin bil från en utomhusparkeringsplats och samtidigt undvika att stressa upp sig då det hela inte skulle gå så smidigt. Bland annat skulle föraren undvika att krocka med bilar bakom, undvika blickar från andra på platsen, undvika att förstöra bilgrannens last och släppa förbi en arg förare.
- Nödbroms

Föraren skulle komma upp i en viss hastighet och sedan vid ett givet tecken bromsa för att inte köra in i en mur (dock gjord av kartonger). I det första försöket var hastigheten 50 km/h och i det andra 70 km/h.

### Avsnitt 5
- Vattentanken

Föraren skulle köra en hinderbana och köra mjukt för att undvika att en vattentank på bilens tak läckte in vatten i förarhytten.
- Offroad

Föraren fick lämna alla testbanor och istället köra en hinderbana i skogs- och naturmiljö, alltså off road.
- Simultanförmåga

Övningen gick ut på att testa förarens simultanförmåga när denne körde bil och pratade i mobil samtidigt. Första gången körde föraren utan telefon, andra gången med telefon. Vid telefonsamtalet var det Hans Fahlén som ringde upp deltagarna. Kvalitén på körningarna jämfördes efteråt.

### Avsnitt 6
- Fylleglasögon

Förarna fick känna på att köra en hinderbana "rattfulla", dvs. med Motorförarnas helnykterhetsförbunds testrattfullsglasögon som simulerar en rattfylla på 0,8 promille alkohol i blodet.
- Möte på smal väg

Förarna skulle köra på en smal skogsväg, där de mitt på vägen fick möte av en arg man som ville förbi dem.
- Bilmekaniker

Föraren och co-drivern skulle agera mekaniker och försöka laga Hans Fahléns gamla bil.

### Avsnitt 7
- Tillitsövning

Föraren satt helblind vid ratten och dess co-driver skulle sedan guida föraren genom en avancerad hinderbana.
- Folkrace

Samtliga förare fick sätta sig i varsin folkracebil och köra folkrace på en bana där all hastighet var tillåten. Deltagaren Tiina avstod denna gren p.g.a. sjukdom.
- Dålig sikt

Föraren skulle köra en hinderbana i extremt väder och ha dessutom dålig sikt på bilen.

### Avsnitt 8
- Avsökning

Föraren och dess co-driver skulle ha speciella glasögon på sig för att istället få avsöka vägen genom en hinderbana.
- Undanmanöver

Föraren skulle få upp bilen i en viss hastighet, först 50 km/h sedan 70 km/h, och sedan vid ett visst läge välja mellan två vägar. Den ena vägen spärrades av ett djur och den andra var tom. Det förarna inte visste om var vilken väg som var "spärrad". Den andra körningen var bägge vägarna spärrade av djur, vilket gjorde att föraren fick välja det djur som var minst sämst att köra på.
- Budbil

Föraren och co-drivern skulle packa en budbil med olika prylar och sedan köra dessa saker genom en hinderbana.

### Avsnitt 9
I det här avsnittet fick deltagarna visa sina färdigheter i tidigare övningar, som dock var preparerade med en twist, dvs. en kombination av en tidigare övning i övningen.
- Precisionsövning (med arg man)

Föraren skulle köra precisionsbanan som var i det första avsnittet, dock den här gången med den arga mannen i baksätet som irriterad gäst i bilen. Den arge mannen dök upp i de tidigare övningarna Möte på smal väg och Parkeringsplats.
- Fickparkering (med elektricitet)

Föraren skulle först fickparkera på ett ställe i en backe, sedan köra runt en tunna och fickparkera på motsatt sida av vägen. Om föraren körde in i något eller uppförde sig olämpligt fick föraren och dess co-driver en elstöt.
- Backövning (med vattentank)

Föraren skulle backa sig genom en hinderbana. Förutom att se upp för hindren skulle föraren även se till att inte bli så blöt.

### Avsnitt 10
- Teoriprov

Föraren skulle köra in på en hinderbana och sedan välja mellan fyra vägar för att hitta till en laglig parkeringsplats. Under övningen medverkade rallyföraren Ramona Karlsson, som även var domare i den andra säsongen, som gästdomare.
- Halkbana

Förarna fick köra en halkbana med två olika halkmoment.
- Uppkörning

De fyra värsta förarna som var med i finalprogrammet fick köra upp med en körskolelärare i stadstrafik.